# 都市連通
都市連通，又譯都會聯通或都市聯通，是加拿大安大略省政府轄下一個公營機構，負責協調該省南部大多倫多及咸美頓地區的公共交通事務，並在大金馬蹄地區之内營運數項公共交通服務，當中包括GO運輸公司旗下的通勤鐵路和巴士服務，以及聯合車站－皮爾遜機場快線鐵路。

## 歷史
安大略省議會於2006年通過《大多倫多交通管理局法令》（Greater Toronto Transportation Authority Act），大多倫多交通管理局遂告成立，其兩項主要職能為在大多倫多地區綜合多模式公共交通網絡的協調、規劃、融資和發展過程中扮演領導性角色；以及協調省内各地區交通局的採購活動。大多倫多交通管理局從2007年12月4日起改以「Metrolinx」名義營運，而省議會再於2009年通過將都市連通和GO運輸公司合併，並以「Metrolinx」作其正式名稱。
1998年GO運輸公司旗下的通勤鐵路網絡只有6%路段在該公司擁有的軌道上運行，餘下路段則從加拿大國家鐵路（CN）和加拿大太平洋鐵路（CP）租用軌道。為了讓通勤鐵路系統可更有效營運，合併後的都市連通大舉從該兩間公司購買軌道。截至2013年6月，GO通勤鐵路系統中約68%路段是在都市連通擁有的軌道上運行，當中巴里線、史托夫維爾線和湖濱東線全線軌道，以及湖濱西線和列治文山線大部分軌道業權隸屬都市連通。都市連通亦持有基秦拿線和苗頓線小部分軌道的業權，但由於該兩條鐵路走廊有大量貨運列車行駛，CN和CP在可見將來會將全線軌道售予都市連通的可能性甚低。
另一方面，連接多倫多市中心聯合車站和皮爾遜國際機場的鐵路項目原本計劃採公私合夥模式興建，但安省政府和承建商就公私合夥細節無法達成共識，兩者關係遂於2010年7月中斷，而項目亦轉交都市連通負責。
安省政府過去為省内各地區交通局提供公共交通基建撥款時，有關項目的具體規劃和建造程序通常由所屬的地區交通局全權負責，省府極少參與其中。然而，在都市連通成立後，省府一改以往作風，透過都市連通在由其撥款的項目中扮演較重要的角色。都市連通於2010年宣佈向密西沙加巴士快速交通系統項目提供1億1300萬元撥款，當中6500萬元直接轉交密西沙加市政府，餘下4800萬元則交予GO運輸公司；項目工程亦分為兩部分，分別由密市政府和GO運輸公司負責。2011年1月，都市連通與約克區政府聯手批出約克區巴士快速交通系統在兩處地方的巴士專線工程合約。另外，多倫多市的艾靈頓輕鐵項目經費全數由省政府支付，該輕鐵線的業權因此歸都市連通，而項目規劃和統籌亦由都市連通負責，但通車後則轉交多倫多市政府轄下的多倫多公車局營運。

## 外部連結
- （英文）（法文）都市連通官方網站 （页面存档备份，存于）